# Piraterie vor der Küste Somalias

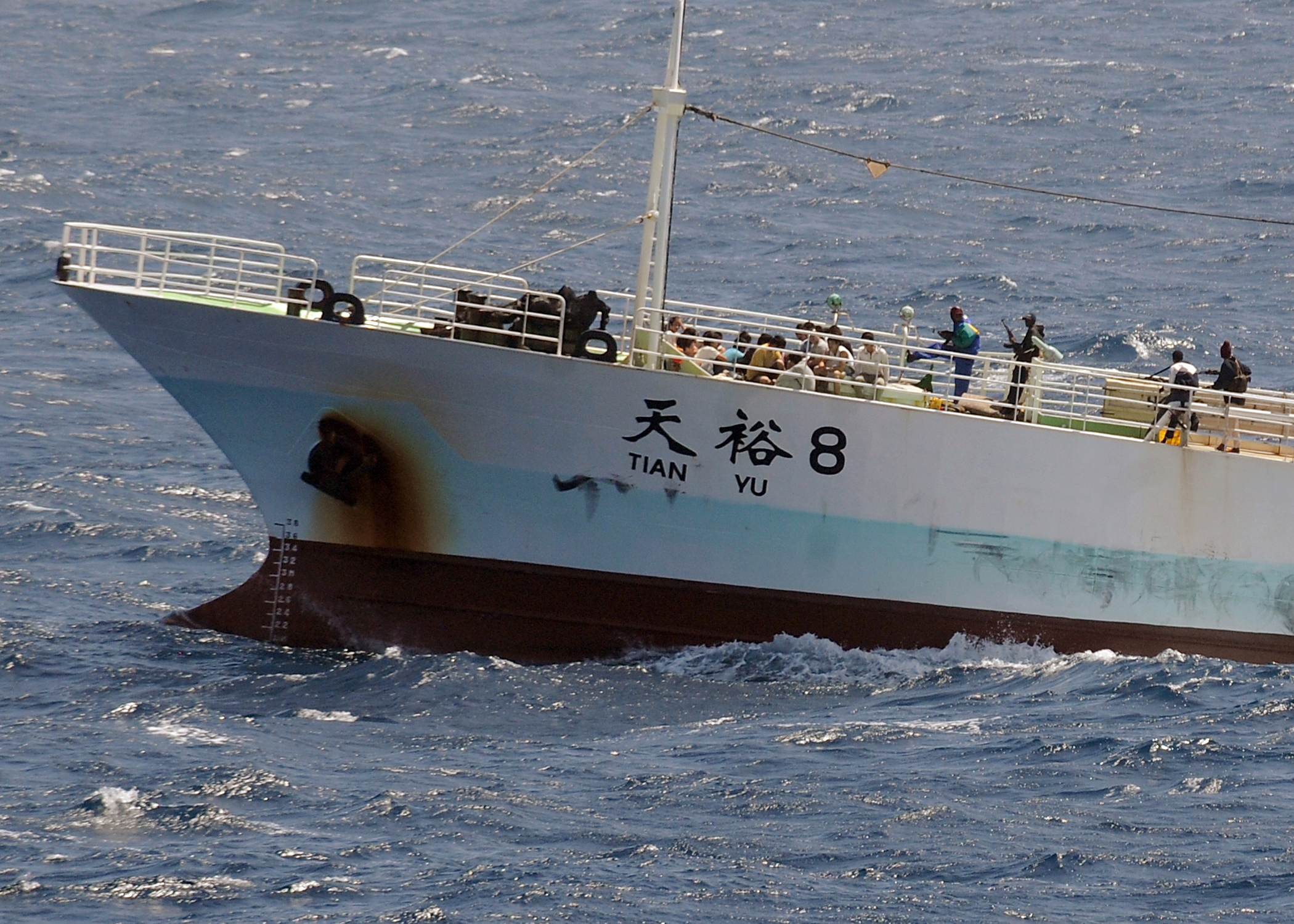
Das chinesische Fischerboot Tian Yu 8 in der Gewalt somalischer Piraten

Operationsgebiet somalischer Piraten von 2005–2010

Die Piraterie vor der Küste Somalias am Horn von Afrika bedrohte vor allem in den Jahren 2000 bis 2011 wichtige internationale Schifffahrtsrouten sowie die Lieferung von Nahrungsmittelhilfe für Millionen Somalier. Rund tausend Piraten operierten von der Küste Somalias aus im Indischen Ozean und im Roten Meer. Der Bürgerkrieg in Somalia schuf den rechtlosen Raum, in dem die teilweise gut bewaffneten Milizen operierten und den deren Hintermänner für ihre Geschäfte mit Waffen und Munition ausnutzten. Da die Übergangsregierung Somalias kaum Mittel und Möglichkeiten hatte, um gegen Piraten vorzugehen, übernahmen dies teilweise die Marinen anderer Staaten. Die Piraterie vor der Küste Somalias ging nach 2011 stark zurück, seitdem sie mit militärischen Mitteln (zum Beispiel im Rahmen der Operation Atalanta) bekämpft wurde und zusätzlich viele Reedereien die Dienste privater Sicherheitsunternehmen nutzten. Die Zahl der Angriffe sank dadurch innerhalb weniger Monate rapide und im Jahr 2015 war kein einziger somalischer Piratenangriff mehr festgestellt worden.
Im Oktober 2016 warnte die UNO vor einem Nachlassen der Aufmerksamkeit. Im Frühjahr 2017 wurden wieder mehrere Schiffe angegriffen.

## Ursachen
Seit dem Sturz der Regierung Siad Barre im Jahr 1991
- wurden die Hoheitsgewässer Somalias kaum mehr überwacht
- fehlte eine funktionierende Zentralregierung in Somalia (siehe auch Geschichte Somalias)
- verklappten ausländische Schiffe in somalischen Hoheitsgewässern Giftmüll,
- wurden die somalischen Gewässer durch ausländische Hochseefischereiflotten intensiv befischt (illegaler Fischfang, Überfischung[4])

Letzteres beeinträchtigte die Lebensgrundlage somalischer Fischer während der Zeit vor dem Aufkommen der Piratenangriffe als auch in der Zeit danach. Die Piraten waren zum Teil früher Fischer, die ihr Tun damit rechtfertigten, dass die ausländischen Schiffe durch den Fischfang in den Hoheitsgewässern Somalias ihren Lebensunterhalt gefährdeten. Möglicherweise wollten einige von ihnen die Fanggründe vor Eindringlingen schützen. Manche erpressten von Anfang an „Lizenzgebühren“ von auswärtigen Fangflotten und überfielen auch Frachtschiffe und Passagierschiffe. Der kenianische Experte Andrew Mwangura, dessen Seafarers Assistance-Programme in 90 Prozent aller Kaperungen zwischen somalischen Piraten und Reedern vermittelt (Stand 2010), nannte 2010 illegales Fischen als Wurzel der Piraterie.
Nach Angaben des UNO-Umweltprogramms UNEP wurde von 1991 bis mindestens ins Jahr 2008 Giftmüll vor Somalia verklappt. 2002 wurden tausende tote Fische an die somalische Küste geschwemmt. Presseberichten zufolge brach der Tsunami von 2004 zahlreiche Giftmüllfässer auf, deren Inhalt die somalischen Gewässer und Küsten möglicherweise vergiftete. 2008 berichtete die BBC von Erkrankungen im somalischen Küstenort Harardheere, die auf Giftmüll zurückgeführt wurden.

## Entwicklung

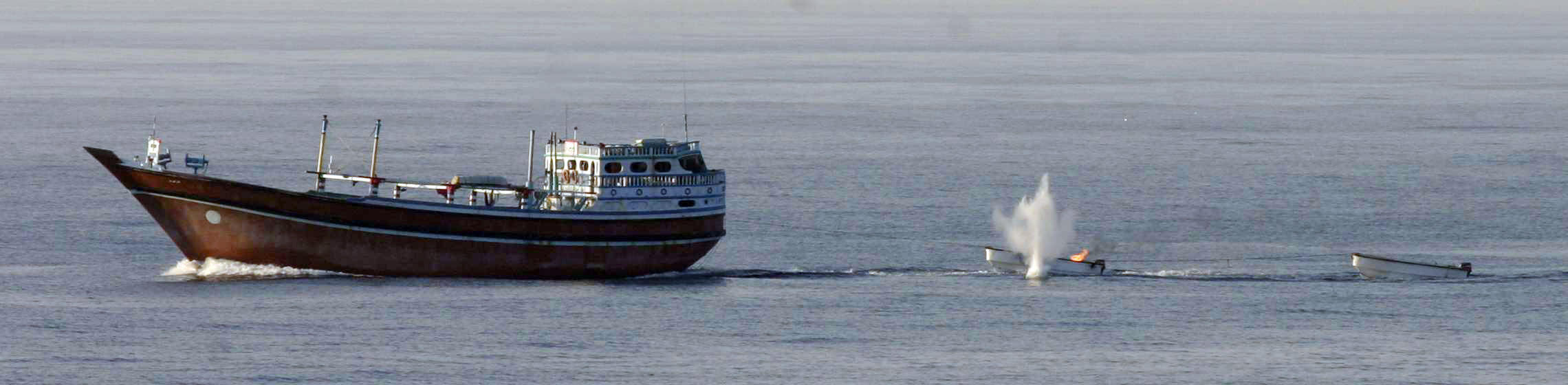
Zwei Schnellboote im Schlepp ihres Mutterschiffs werden von der US Navy 2011 beschossen.

Der erste Piratenüberfall in neuerer Zeit war die Kaperung des zyprischen Frachters Panagia Tinou am 15. Juni 2002. Sie erfuhr auch in Deutschland Aufmerksamkeit, weil sich die deutschen Fregatten Bremen und Emden an der Bewältigung des Falles beteiligten. Die Kaperung wurde nach 16 Tagen mit der Zahlung eines Lösegeldes beendet.
Die Piratenüberfälle konzentrierten sich zu Beginn auf Mogadischu und Umgebung in Südsomalia, verlagerten sich aber bald auf den weitaus ergiebigeren Golf von Aden im Norden. Die meisten Piratenaktivitäten gingen von der faktisch autonomen Region Puntland im Nordosten Somalias aus, genauer von den Häfen Eyl, Harardheere und Hobyo.
Als sich die Piraterie als einträgliche Tätigkeit erwies, begannen sich Kriminelle und Warlords in diesem Bereich zu engagieren. Sie unterstützten Piraten und teilten das üblicherweise gezahlte Lösegeld mit ihnen.
Die Lösegelder wurden genutzt, um die Piraten aufzurüsten, sodass sie mit besseren Waffen, modernen Navigationsgeräten und nicht nur direkt von der Küste aus, sondern auch von „Mutterschiffen“ aus auf hoher See operieren konnten.

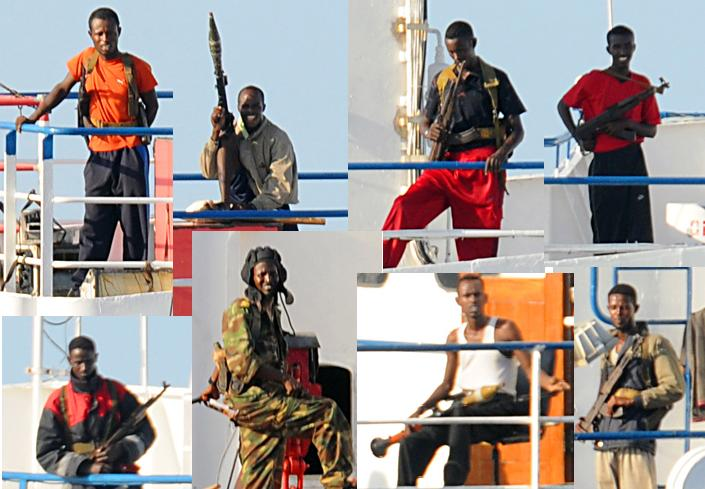
Somalische Piraten auf der Faina 2008

Die Piratenmilizen setzten sich aus drei verschiedenen Personengruppen zusammen: aus den ehemaligen Fischern mit ihren Kenntnissen über das Meer, aus Bürgerkriegskämpfern, die zuvor an Land für verschiedene Warlords gekämpft hatten, und aus Technik-Experten, die Navigationsgeräte und Satellitentelefone bedienten. Mit den Lösegeldern können sie schnell reich werden und einen aufwändigen Lebensstil praktizieren. Dies machte die Piraterie attraktiv für junge Männer aus Puntland und ganz Somalia, die ansonsten kaum Zukunftsaussichten hatten.
Für die gelegentlich geäußerte Befürchtung, die Piraten stünden mit den in Somalia tätigen Islamisten in Verbindung und diese könnten von der Beute der Piraten profitieren, gab es keine Anhaltspunkte. Vielmehr hatte der Aufstieg der Union islamischer Gerichte in der zweiten Jahreshälfte 2006 die Piraterie stark zurückgehen lassen. Nach der Entmachtung der Union durch die Invasion Äthiopiens im Dezember 2006 nahmen die Piratenaktivitäten wieder zu.
Laut einer Studie von Chatham House wurden von Januar bis Mitte September 2008 insgesamt 61 erfolgreiche oder versuchte Überfälle auf Schiffe vor Somalia gemeldet, wobei sich die von den Piraten kassierten Lösegelder für 2008 insgesamt auf 18 bis 30 Millionen Dollar summierten. Ein Vertreter der kenianischen Regierung gab im November 2008 gar an, die Piraten hätten in Somalia in den vergangenen 12 Monaten Lösegeldzahlungen von mehr als 150 Millionen US-Dollar (etwa 120 Millionen Euro) erhalten. Nach Angaben des International Maritime Bureau wurden im Jahr 2008 42 Schiffe erfolgreich gekapert. Infolge der Bekämpfungsmaßnahmen sei die Zahl der erfolgreichen Piratenattacken jedoch stark zurückgegangen, so seien im Dezember 2008 nur mehr zwei Schiffe gekapert worden.
Nach einer Studie vom Deutschen Institut für Wirtschaftsforschung, unter Berufung auf Zahlen des International Maritime Bureau, hatte sich die Anzahl der Piratenangriffe trotz Beginn der Militäraktionen insgesamt weiter erhöht. In der ersten Jahreshälfte 2010 wurden 84 Angriffe gemeldet und 27 Schiffe gekapert. Die Piraterie im Golf von Aden war gesunken, im Somalibecken und dem Indischen Ozean hingegen gestiegen.
Im Jahr 2011 wurde der Höhepunkt mit 250 angegriffenen Schiffen erreicht.

## Auswirkungen
Ab 2005 hatten verschiedene internationale Organisationen einschließlich der International Maritime Organization und des Welternährungsprogramms ihre Sorge über den Anstieg der Piraterie ausgedrückt. Die Piraterie beeinträchtigte die Lieferung von Nahrungsmittelhilfen nach Somalia, die hauptsächlich auf dem Seeweg geschah. Sie gilt auch als Gefahr für den internationalen Handel, da sie die wichtige Schifffahrtsroute zwischen Asien und Europa durch den Sueskanal und das Rote Meer betrifft.
Schiffseigentümer müssen hohe Kosten für Versicherungen, Sicherheitsmaßnahmen oder Lösegeldzahlungen auf sich nehmen oder aber als Ausweichmöglichkeit den wesentlich längeren und daher kostspieligeren Weg um ganz Afrika (Kap der guten Hoffnung) herum nehmen. Ägypten befürchtete 2010 sinkende Einnahmen aus Durchfahrtsgebühren aus dem Sueskanal. Auch auf die anderen Anrainerstaaten des roten Meeres wie Oman und Jemen wirkte sich die Piraterie negativ aus. Hier spielten der Rückgang der Schifffahrt, die Erhöhung von Versicherungsprämien und der Rückgang in der Fischereiindustrie eine maßgebliche Rolle.
Die dänische Reederei A. P. Møller-Mærsk, zweitgrößtes Logistikunternehmen der Welt, gab am 21. November 2008 bekannt, die Tankerrouten nicht mehr durch den Sueskanal und den Golf von Aden zu führen.
Durch die Piraterie waren vor dem Jahr 2010 die Lebensmittelpreise für die somalische Bevölkerung um 20 bis 30 Prozent gestiegen, da nur noch wenige Frachtschiffe bereit waren, einen somalischen Hafen anzulaufen. Auch für das Welternährungsprogramm der Vereinten Nationen wurde es zunehmend schwieriger, die Hilfsbedürftigen mit Nahrungsmitteln zu versorgen, da immer weniger Schiffseigentümer bereit waren, ihre Containerschiffe in die Region fahren zu lassen.
Die illegale Fischerei vor dem Horn von Afrika war jedoch damals zurückgegangen, da die ausländischen Fangflotten Piratenangriffe fürchteten. Fischer in Somalia und Kenia berichteten 2010, dadurch wieder mehr Fisch zu fangen.

## Maßnahmen zur Bekämpfung

### Zivile Maßnahmen
Von der MARLO (Maritime Liaison Office) wurde zur sicheren Passage für zivile Schiffe ein Korridor, der International Recommended Transit Corridor, eingerichtet. Die Bundesregierung prüfte im August 2011 den Einsatz privater Sicherheitsdienste zum Schutz deutscher Handelsschiffe vor Piraten, wie sie von verschiedenen Firmen angeboten werden.
Am 27. Dezember 2011 rief der Verband Deutscher Reeder (VDR) die Bundesregierung erneut auf, Rechtsgrundlagen für private Sicherheitsdienste an Bord von Handelsschiffen zu schaffen. Die Piratenbekämpfung werde durch etliche Gesetzeshürden teils absurd erschwert.
Die Bundesregierung solle das grundsätzlich bereits gebilligte Zertifizierungsverfahren für Sicherheitsteams an Bord umsetzen, damit der bewaffnete Schutz deutscher Schiffe möglich würde. Dies war den knapp 500 Frachtern und Tankern unter deutscher Flagge verboten. Der Wissenschaftliche Dienst des Bundestages hatte zum Einsatz privater Sicherheitskräfte ein Gutachten erstellt: Ein Kapitän könne sich beim Waffeneinsatz wegen fahrlässiger Körperverletzung oder gar Tötung straffällig machen.
Andere Nationen setzten zivile Schutzteams sehr erfolgreich ein. Laut VDR konnte sich (Stand Ende 2011) jedes aktiv geschützte Schiff erfolgreich gegen Piratenangriffe wehren. Der Schutz der deutschen Handelsflotte ist jedoch grundsätzlich eine hoheitliche Aufgabe. Die Bundesregierung sah Rechtsprobleme beim Einsatz von Soldaten auf Handelsschiffen; die Polizei sei dazu befugt.

### Somalische Aktivitäten
Die somalische Übergangsregierung verfügte über keine Seestreitkräfte. Sie hat verschiedene Maßnahmen ergriffen, um die Piraterie zu bekämpfen, etwa durch die gelegentliche Freigabe somalischer Gewässer für ausländische Marineschiffe. Häufiger jedoch konnten die somalischen Piraten der Verfolgung dadurch entgehen, dass sie sich in die Hoheitsgewässer Somalias zurückzogen, wo die Kriegsschiffe die Jagd abbrechen mussten.
Die Regierung der faktisch autonomen Region Puntland, von wo ein Großteil der Piraterie ausging, unternahm bis 2008 ebenfalls Anstrengungen im Kampf gegen Piraterie. Im Mai 2008 hatten Kämpfer der radikal islamistischen al-Shabaab, die der bewaffneten Opposition gegen die Übergangsregierung Somalias angehören, Piraten bekämpft. Am 21. November 2008 griffen Kämpfer der al-Shabaab Piraten in dem Küstenort Haradhere an. Mutmaßlich war dies eine Reaktion auf das Kapern des Supertankers Sirius Star, ein Schiff aus dem muslimischen Bruderland Saudi-Arabien.
Seit 2009 verfügen der De-facto-Staat Somaliland im Norden Somalias und dessen Streitkräfte von Somaliland über eine von Großbritannien ausgerüstete Marine, wodurch hunderte Piraten vor Gericht gestellt und zu Haftstrafen verurteilt werden konnten.

### Vereinte Nationen
Im Mai 2008 forderte der Sicherheitsrat der Vereinten Nationen mit der Resolution 1814 zum Schutz von Schiffen auf, die Hilfsgüter nach Somalia transportieren. Im Juni 2008 verabschiedete er die Resolution 1816, die es den mit der Übergangsregierung kooperierenden Staaten erlaubt, militärische Operationen im somalischen Hoheitsgebiet zur Bekämpfung der Piraterie auszuführen. In der Resolution 1838 hatte der Sicherheitsrat im Oktober 2008 alle Staaten in der Region dazu aufgefordert, mit Kriegsschiffen gegen Piraten vorzugehen. Sowohl die NATO als auch Russland kündigten daraufhin die Entsendung von Schiffen an, die die EU-Mission vor der somalischen Küste unterstützen sollten.
Auf der Sitzung des Sicherheitsrates der Vereinten Nationen am 20. November 2008 sprach sich Efthimios Mitropoulos, Generalsekretär der Internationalen Seeschifffahrts-Organisation (IMO), für die Schaffung eines Internationalen Strafgerichts gegen festgenommene Piraten aus. Laut Mitropoulos gab es in jenem Jahr bis im November 120 Piratenüberfälle, es wurden 35 Handelsschiffe entführt und bis zu 600 Personen als Geiseln genommen. Im Dezember 2008 folgten mit den Resolutionen 1848 und 1851 weitere Aufforderungen zur Unterstützung insbesondere des Schutzes der Schiffe des World Food Programmes (WFP) und zugleich die Mandatierung des Einsatzes der Europäischen Union.

### US-geführte Verbände
Unter Führung des United States Central Command befanden sich zwei multinationale Schiffsverbände am Horn von Afrika.

#### Combined Task Force 150

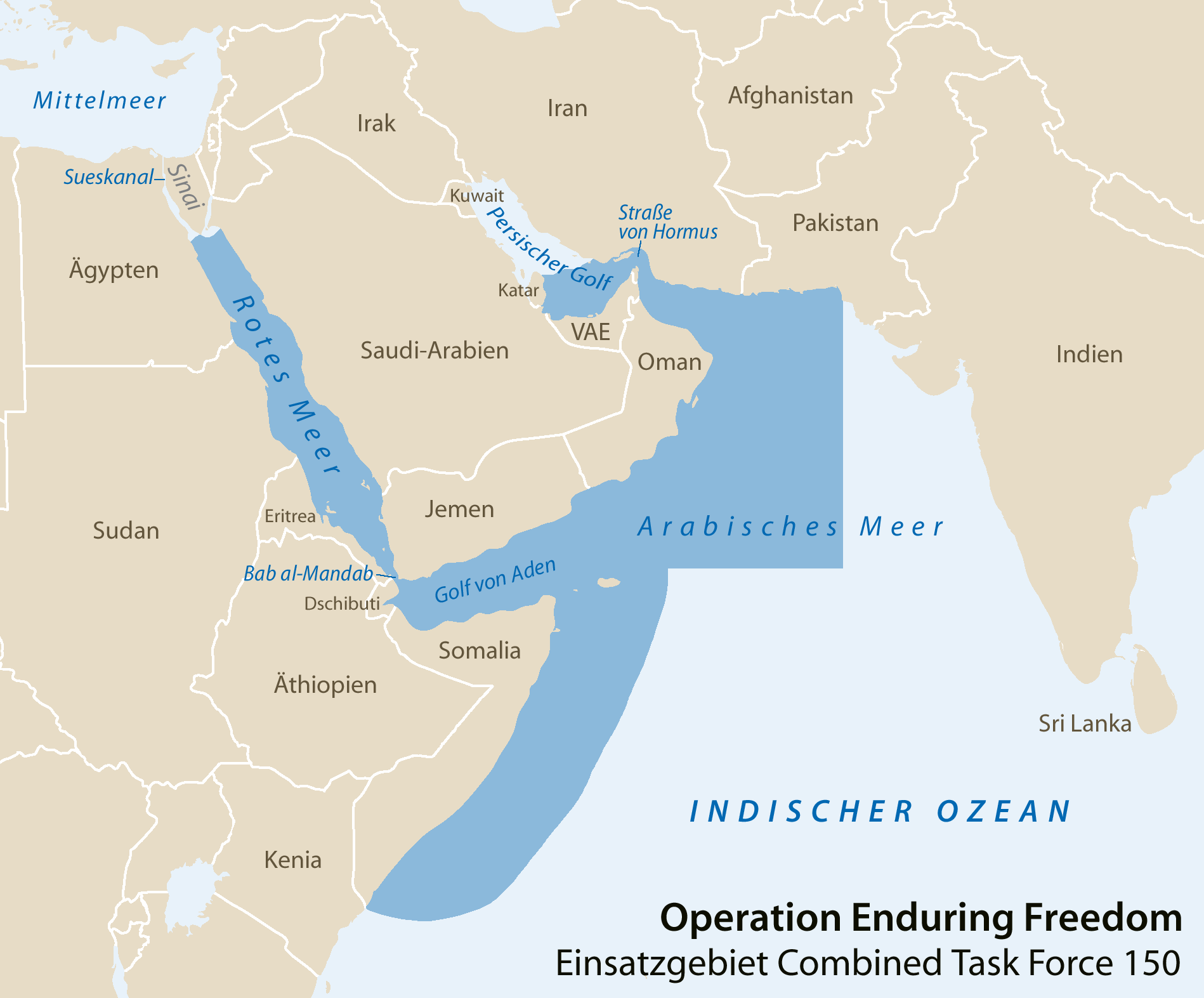
Operationsgebiet der Combined Task Force 150

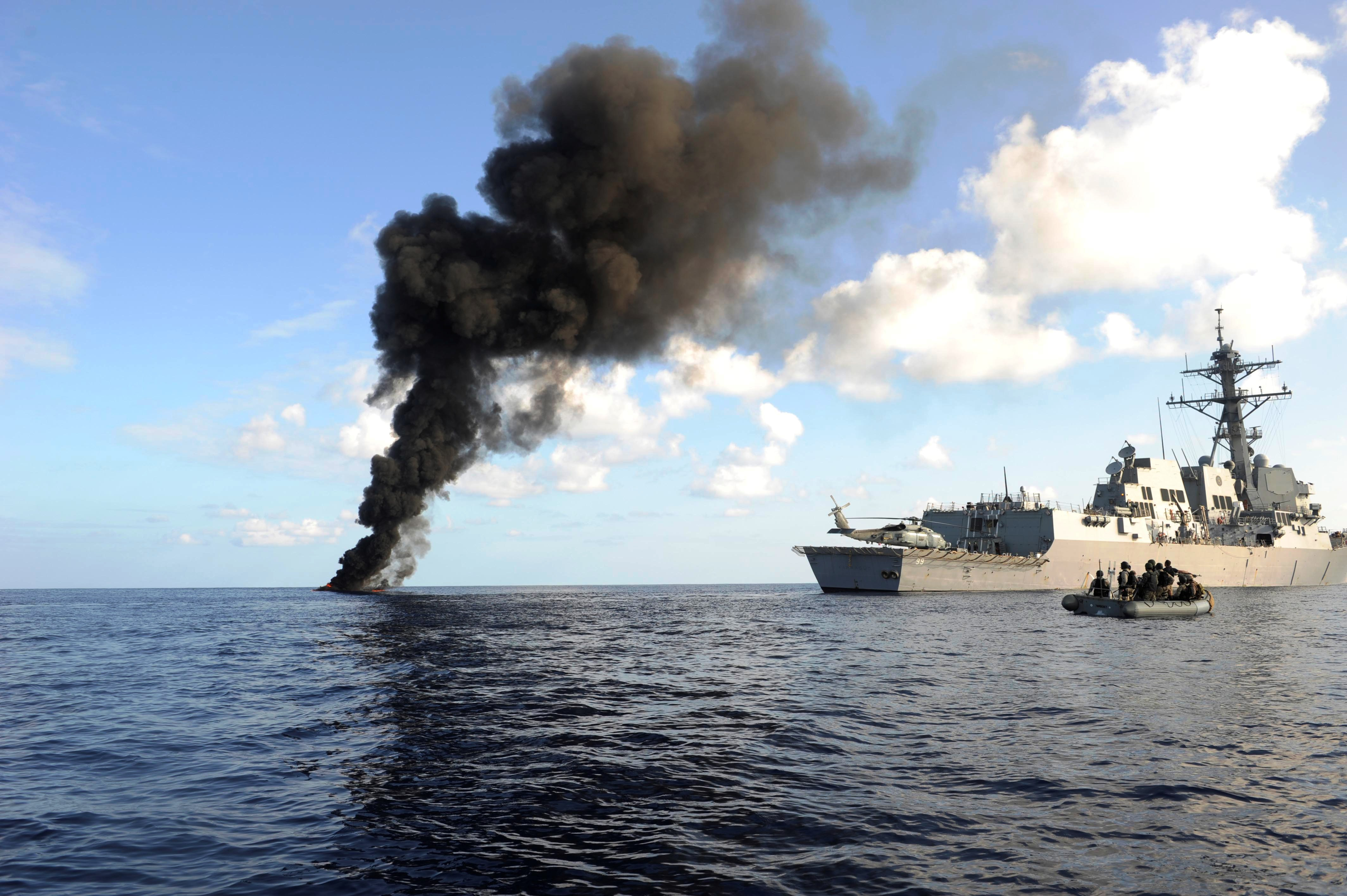
Die Farragut vor einem brennenden Piratenboot im Golf von Aden 2010

Im Rahmen der Operation Enduring Freedom führte seit 2001 die multinationale Flotte Combined Task Force 150 (CTF 150) unter anderem am Horn von Afrika eine Teiloperation des von den Vereinigten Staaten ausgerufenen Krieges gegen den Terrorismus durch und überwachte die Seehandelswege. Der Marine-Einsatzverband untersteht dem Hauptquartier der US-Seestreitkräfte des United States Naval Forces Central Command (USNAVCENT) in Manama, Bahrain. In Dschibuti gibt es außerdem eine logistische Unterstützungseinheit. Im Rahmen dieser Operation ist die Bekämpfung der Piraterie nicht explizit vorgesehen; es gibt Synergieeffekte mit anderen Missionen, zum Beispiel bei der Erstellung des Lagebilds.

#### Combined Task Force 151
Um der CTF 150 eine Konzentration auf den eigentlichen Auftrag zu ermöglichen, wurde am 8. Januar 2009 die Combined Task Force 151 mit dem Auftrag zur Bekämpfung der Piraterie aufgestellt. Der Führer des Verbands wird wechselnd durch die Teilnehmernationen gestellt. Nach einem amerikanischen und einem türkischen Admiral stellt derzeit erneut die amerikanische Marine den Befehlshaber, der durch einen multinational besetzten Stab unterstützt wird.

### Militäroperation der NATO
Von Oktober bis Dezember 2008 führte die NATO die Operation Allied Provider gegen Piratenangriffe auf Schiffe des Welternährungsprogramms der Vereinten Nationen (WFP) durch. Dieser Einsatzverband bestand aus dem italienischen Zerstörer ITS Durand de la Penne (D560), der zugleich Flaggschiff des Einsatzverbandes war, der griechischen Fregatte HS Themistokles (F465), der türkischen Fregatte Gökova und der britischen Fregatte Cumberland aus Teilen der Standing NATO Maritime Group 2 (SNMG 2). Zusätzlich nahm die niederländische Fregatte De Ruyter unter ausschließlich nationalem Kommando an der NATO-Operation teil.
Im Rahmen der Operation Allied Protector trug die NATO von März bis Ende Juni 2009 mit Schiffen der Standing NATO Maritime Group 1 und von Juni bis August 2009 mit Einheiten der SNMG 2 zur Sicherheit der Seewege am Horn von Afrika bei.
Ab 17. August 2009 löste die Operation Ocean Shield (Task Force 508) die Operation Allied Protector ab. Neben dem Einsatz bewaffneter Kräfte der SNMG 1 auf See zielt diese Operation auch auf eine Unterstützung der Anrainerstaaten des betroffenen Seegebiets beim Aufbau eigener Fähigkeiten zur Bekämpfung der Piraterie ab.

### Militäroperation der EU
Anfang November 2008 beschloss die Europäische Union, im Rahmen der Mission EU NAVFOR Somalia (Operation Atalanta) unter anderem bis zu sechs Kriegsschiffe und drei Seefernaufklärer zur Bekämpfung der Piraterie vor die Küste Somalias zu entsenden. Vorrangige Aufgabe ist der Schutz von Frachtschiffen des Welternährungsprogramms.
Die EU ergänzt diese Operation zudem durch das Training somalischer Sicherheitskräfte im Rahmen der Ausbildungsmission EUTM Somalia und durch Unterstützung beim Aufbau eines eigenen Küstenschutzes in Somalia und in den benachbarten Staaten Dschibuti, Kenia und den Seychellen im Rahmen der zivil-militärischen Ausbildungsmission EUCAP Nestor.

### Marineeinsätze weiterer Staaten
Neben den Einsätzen der NATO, der EU und der von den USA geführten Operation Enduring Freedom nahmen Kriegsschiffe aus Russland (Fregatte Neustraschimy), Indien (Fregatte Tabar) und Saudi-Arabien (Fregatte Al-Dammam) unter nationalem Kommando an der Bekämpfung der Piraterie teil. Frankreich nimmt ebenfalls unter nationalem Kommando mit der Fregatte Courbet und einer Korvette teil.
Die Volksrepublik China entsandte im Rahmen ihrer ersten Marine-Kampfoperation außerhalb des Pazifiks die beiden Zerstörer Wuhan und Haikou sowie das Versorgungsschiff Weishanhu.
Der Iran beteiligte sich ebenfalls mit einem Kriegsschiff am Schutz seiner Handelsflotte vor der somalischen Küste.
Japan entsandte am 14. März 2009 die zwei Zerstörer Sazanami und Samidare vom Stützpunkt der japanischen Meeresselbstverteidigungsstreitkräfte in Kure vor die somalische Küste.
Gemäß einem Interview von Pascal Couchepin mit der SonntagsZeitung will der Schweizer Bundesrat die 35 Schiffe umfassende Schweizer Hochseeflotte von eigenen Soldaten beschützen lassen. Der Nationalrat, der als Zweitrat über den Einsatz zu befinden hatte, trat jedoch auf die Vorlage nicht ein, obwohl der Ständerat dem Anliegen des Bundesrates bereits zugestimmt hatte. Die Gegner aus dem rechten Spektrum argumentierten damit, dass sich die Schweiz außerhalb ihrer Neutralität bewegen würde, jene aus dem linken Lager wünschten sich mehr humanitäres Engagement an der Wurzel des Problems statt Waffengewalt.
Am 30. Juni 2009 berichtete die jemenitische Zeitung „Al Ayam“, dass elf arabische Staaten in Riad die Bildung eines multinationalen Flottenverbandes zum Schutz der Handelswege in der Bucht von Aden, im Roten Meer und im Westteil des Indischen Ozeans vor Seepiraten beschlossen hätten.
Nach Angaben der Zeitung wollten sich folgende Staaten beteiligen: Ägypten, Bahrain, Dschibuti, Jemen, Jordanien, Katar, Kuwait, Oman, Saudi-Arabien, Sudan und die Vereinigten Arabischen Emirate.

### Strafverfolgung
Am 19. Oktober 2012 verurteilte das Landgericht Hamburg (Az. 603 KLs 17/10) zehn Piraten aus Somalia zu Freiheitsstrafen zwischen zwei und sieben Jahren. Die Piraten hatten im April 2010 den unter deutscher Flagge fahrenden Frachter Taipan vor der Küste ihres Heimatlandes überfallen. Die Besatzung der niederländischen Fregatte Tromp (F 803) stellte die Piraten; sie wurden später an Deutschland ausgeliefert. Das Gericht sprach die Piraten des Angriffs auf den Seeverkehr und des erpresserischen Menschenraubes schuldig, blieb mit seinem Urteil jedoch zum Teil deutlich unter den Anträgen der Staatsanwaltschaft. Es war der erste Piratenprozess in Deutschland seit einigen Jahrhunderten. Nach Verbüßung ihrer Haftstrafe erwies sich der Senat von Hamburg aber beim Versuch die Personen nach Somalia abzuschieben, als hilflos. Vier Piraten reisten freiwillig aus, die übrigen lebten 2018 in Hamburg.
Ein weiterer Prozess gegen einen mutmaßlichen Piraten, der nach der Entführung des deutschen Chemikalientankers „Marida Marguerite“ nach Deutschland einreiste, startete im Januar 2014 vor dem Landgericht Osnabrück. Dieser mutmaßliche Pirat beantragte unter falschem Namen Asyl und geriet erst durch einen Vergleich seiner Fingerabdrücke in das Visier der Ermittlungsbehörden. Denn die gleichen Fingerabdrücke waren auf der „Marida Marguerite“ gesichert worden. Ihm wird unter anderem vorgeworfen als „Commander Salaax“ die Folterung der Crew, in Form von Scheinhinrichtungen sowie in Form von Abbinden der Genitalien und Aufhängen an diesen, angeordnet zu haben. Am 17. April wurde das Urteil gesprochen, er wurde zu zwölf Jahren Haft verurteilt wegen erpresserischen Menschenraubes und besonders schwerer räuberischer Erpressung. Die Verteidiger kündigten an, Revision einzulegen.
Im März 2015 wurde ein weiterer mutmaßlicher Pirat von der Bundespolizei aufgegriffen, der an der Entführung des deutschen Chemikalientankers Marida Marguerite beteiligt gewesen sein soll. Er war mit einem gefälschten italienischen Pass nach Bayern eingereist und beim Abgleich seiner Fingerabdrücke im Fahndungssystem als möglicher Mittäter unter dringenden Tatverdacht geraten.
Ein weiterer Einzelfall wird seit dem 22. August 2015 aufgeklärt, nachdem ein weiterer mutmaßlicher Pirat, dem zur Last gelegt wird, an der Entführung des Frachtschiffs „Susan K“ beteiligt gewesen zu sein, in einem Asylbewerberheim in Reutlingen festgenommen wurde.
Im November 2015 gab ein weiterer somalischer Asylbewerber in einem Prozess vor dem Landgericht Potsdam wegen Totschlags an einem Landsmann in einem Asylbewerberheim an, ein „ehemaliger somalischer Pirat“ zu sein. Der Mann, dessen Personalien nicht eindeutig geklärt werden konnten – die Anklageschrift führte neben dem Namen, unter dem er genannt wurde, drei weitere ‚Alias‘-Namen mit unterschiedlichen Altersangaben und Geburtsdaten auf –, hatte sich vor Stellung seines Asylantrags in Deutschland in Frankreich aufgehalten.

## Bewaffnete Sicherheitskräfte an Bord
Der Verband Deutscher Reeder forderte die Bundesregierung auf, schnell Rechtssicherheit für den Einsatz privater bewaffneter Sicherheitskräfte auf Schiffen unter deutscher Flagge zu schaffen.
Im Dezember 2012 machte der Deutsche Bundestag mit einem Gesetz den Weg für die Schutzteams an Bord frei; notwendige Rechtsverordnungen sind (Stand März 2013) in Arbeit. Dies wurde auf der Nationalen Maritimen Konferenz (April 2013) thematisiert.
Der VDR schrieb: Das geplante Zulassungsverfahren für die Sicherheitsunternehmen muss international anschlussfähig sein und sollte sich daher an den strengen Richtlinien der Internationalen Seeschifffahrts-Organisation (IMO) orientieren.
Die Seeschiffbewachungsverordnung trat am 21. Juni 2013 in Kraft.
Bereits seit 2012 werden auf fast der Hälfte aller Schiffe, die das gefährdete Seegebiet passieren, private Sicherheitsdienste eingesetzt. Seit Juni 2013 ist den somalischen Piraten keine Schiffsentführung mehr gelungen.

## Film
- Captain Phillips (2014) –  Der Kinofilm behandelt den Piratenangriff auf die Maersk Alabama am 8. April 2009.